# Нижнє Девлізерово
Нижнє Девлізе́рово (рос. Нижнее Девлизерово, чув. Анат Вăрманъял) — присілок у складі Канаського району Чувашії, Росія. Входить до складу Середньокібецького сільського поселення.
Населення — 171 особа (2010; 189 у 2002).
Національний склад:
- чуваші — 99 %